# Povijest religije
Povijest religije odnosi se na pisane zapise ljudskih religioznih osjećaja, misli i ideja. Ovo razdoblje religijske povijesti počinje izumom pisma prije 5220 godina (3200. pr. Kr.). Prapovijest religije uključuje proučavanje religijskih uvjerenja koja su postojala prije pojave pisanih zapisa. Također se može proučavati komparativnu religijsku kronologiju kroz vremenski okvir religije. Pisanje je igralo veliku ulogu u standardizaciji vjerskih tekstova bez obzira na vrijeme ili mjesto te je olakšalo pamćenje molitvi i božanskih pravila. Mali dio Biblije uključuje usporedbu usmenih tekstova koji su se prenosili stoljećima.
Koncept "religije" pojavio se u 16. i 17. stoljeću, unatoč činjenici da drevni sveti tekstovi poput Biblije, Kurana i drugih nisu imali riječ ili čak koncept religije u izvornim jezicima, a niti ljudi ili kulture u kojima su ti sveti tekstovi napisani.
Riječ „religija” kako se koristi u 21. stoljeću nema očigledan pretkolonijalni prijevod na neeuropske jezike. Antropolog Daniel Dubuisson piše da je "ono što su Zapad i povijest religija objektivizirali pod nazivom "religija" "...nešto potpuno jedinstveno, što bi moglo biti primjereno samo sebi i vlastitoj povijesti". Povijest interakcije drugih kultura s "religioznom" kategorijom je dakle, njihova interakcija s idejom koja se prvo razvila u Europi pod utjecajem kršćanstva.
Škola povijesti religije (njemački: Religionsgeschichtliche Schule), njemačka teološka škola s kraja 19. stoljeća, pokrenula je sustavno proučavanje religije kao društveno-kulturnog fenomena. Prikazivala je religiju koja se razvijala s ljudskom kulturom, od primitivnog politeizma do etičkog monoteizma.
Nastala je u vrijeme kada je znanstveno proučavanje Biblije i crkvene povijesti cvjetalo u Njemačkoj i drugdje. Proučavanje religije je važno jer su religija i slični koncepti često oblikovali civilizacijske zakone i moralne kodekse, društvenu strukturu, umjetnost i glazbu.